# Lufengpithecus
O Lufengpithecus é um gênero extinto de hominídeo, geralmente colocado na subfamília Ponginae. É conhecido a partir de milhares de restos dentários e alguns crânios. Pensa-se que pesava 50 kg em média.

## Espécies
O gênero contém três espécies:
- Lufengpithecus lufengensis
- Lufengpithecus hudienensis
- Lufengpithecus keiyuanensis